# Nikolaas Tinbergen
Nikolaas "Niko" Tinbergen (La Haya, Países Bajos, 15 de abril de 1907 - Oxford, Reino Unido, 21 de diciembre de 1988) fue un zoólogo neerlandés. Es uno de los padres de la etología. Recibió el Premio Nobel de Medicina en el año 1973 —junto con Konrad Lorenz y Karl von Frisch— "por sus descubrimientos relativos a la organización y elicitación de los patrones de conducta individual y social". Trabajó en las universidades de Leiden y Oxford; en esta última fue profesor y responsable del Departamento de Investigación del Comportamiento Animal. 

## Biografía

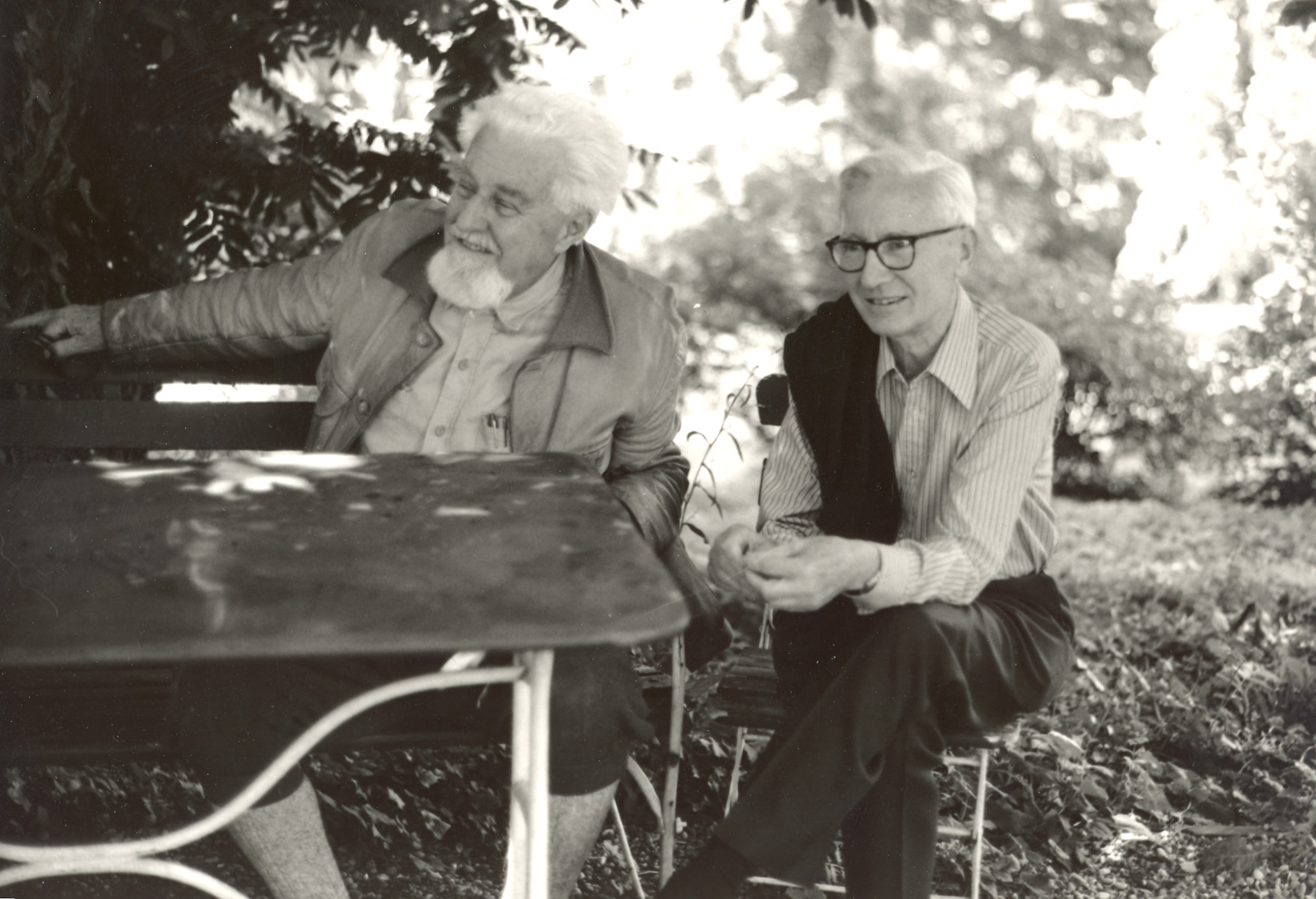
Konrad Lorenz (izquierda) y Niko Tinbergen (derecha) en 1978.

Fue el tercero de cinco hijos de Dirk C. Tinbergen y Jeannette van Eek. Desde pequeño mostró interés por la observación de los animales y la naturaleza. Un amigo de la familia impulsó al padre a enviarlo en 1925, con el profesor J. Thienemann, que trabajaba en un observatorio de aves. Allí conoció al fotógrafo Rudy Steinert y a su esposa Lucy, que lo invitaban a sus caminatas por las dunas del Kurische Nehrung, donde observaba la migración masiva otoñal de pájaros y de los alces. Cercana su vuelta a Países Bajos, en la Navidad de 1925, ya había decidido estudiar Biología en la Universidad de Leiden.
Influido por los trabajos de Karl R. von Frisch y los escritos de Jean Henri Fabre sobre insectos, decidió utilizar el descubrimiento de una colonia de avispas para un estudio de sus capacidades de autoguiado hacia la presa. Este breve estudio (de 32 páginas) le sirvió como tesis para obtener el doctorado en Ciencias en la Universidad de Leiden, donde fue profesor de Zoología Experimental. 
En 1936, Van der Klaauw invita a Konrad Lorenz a Leiden para un breve simposio sobre los instintos. Lorenz invitó a Timbergen para una estancia de cuatro meses en su hogar paterno en Altenberg, cerca de Viena, en donde se convirtió en el segundo pupilo de Lorenz (el primero era el Dr. Alfred Seitz). Estos meses fueron decisivos para la colaboración futura y para alcanzar una amistad de por vida. En Países Bajos, escribió a Karl R. von Frisch para ir a su laboratorio.
En 1938, la Fundación Americana de los Países Bajos le dio la posibilidad de ir a Nueva York para una estancia de cuatro meses, con honorarios para dar conferencias en inglés. Allí se interesó por la psicología americana.
Continuó con un ritmo de trabajo intenso, y mantuvo una animada correspondencia con Lorenz, que fue interrumpida por la Segunda Guerra Mundial. Durante la guerra pasó dos años en un campo alemán de rehén, mientras que su esposa vivió tiempos difíciles con su familia. Lorenz fue reclutado como médico del ejército nazi y desapareció durante la batalla de Witebsk, reapareciendo en 1947 en un campo de prisioneros ruso. El reencuentro, en 1949, en el hospitalario hogar de W. H. Thorpe en Cambridge, fue para ellos dos una ocasión especial.
Después de la guerra fue invitado nuevamente a Estados Unidos, a dar una serie de conferencias —publicadas en un libro bajo el título de El estudio del instinto (1951)—, y a Gran Bretaña, a dar una conferencia sobre el comportamiento animal. La amistad duradera con Ernst Mayr y David Lack le despertaron el interés por la evolución y la ecología.
Su visita a Oxford, donde David Lack acababa de asumir el control del Edward Grey Institute of Field Ornithology, le hicieron aceptar la invitación de sir Alister Hardy en Oxford. Allí se integró en un grupo de investigación para tender puentes entre la etología y la neurofisiología, fundando la Nueva Escuela Interdisciplinaria de Oxford de Ciencias Humanas, que trataba de aplicar los métodos de la etología al comportamiento humano.
El Dr. J. S. Owen, Director del parque nacional de Tanzania, solicitó su ayuda en la Fundación del Instituto de Investigación de Serengueti. 
Como reconocimiento por su trabajo fue nombrado miembro de la Sociedad Real en 1962; miembro extranjero del Koninklijke Nederlandse Akademie van Wetenschappen en 1964; le fue conferido el grado de doctor en Ciencias por la Universidad de Edimburgo; y recibió la medalla del Swammerdam del voor Natuur (Ámsterdam) en 1973.
Recibió el Premio Nobel de Medicina en el año 1973, compartido con Konrad Lorenz y Karl R. von Frisch. Este era el segundo galardón de esta categoría que recompensaba a su familia, pues en 1969 su hermano Jan Tinbergen había recibido el premio Nobel de Economía.
Fue supervisor doctoral de Richard Dawkins.

## Aportes
En sus estudios comparativos de psicología animal llegó a establecer el valor del estímulo como un signo, en el sentido de que las señales transmitidas por los animales incluyen secuencias de conducta, fenómeno que relacionó con la existencia de una unidad coordinadora en el sistema nervioso. (Teoría de las Ciencias Humanas)
Además de sus aportes a la zoología, investigó sobre el autismo en la niñez temprana, llegando a publicar un libro sobre este tema con Elisabeth Amélie. Propuso desarrollar un Centro de Etología del Niño en Oxford.

### Las cuatro preguntas
Según Tinbergen, las cuatro preguntas que hemos de hacernos para entender una conducta determinada son:
1. ¿Cuál es la causa? Se refiere a los estímulos que elicitan la conducta.
2. ¿Cuál es su valor para la supervivencia? Se refiere al modo en que la conducta contribuye a la supervivencia y al éxito reproductivo del animal.
3. Ontogenia: se trata de una aportación genuina de Tinbergen, y se refiere a cómo se desarrolla la conducta durante la vida del animal.
4. ¿Cómo surgió esa conducta en la especie? Esta cuestión nos introduce en el estudio de la filogenia: qué factores a lo largo de la evolución han influido para que la conducta adopte una forma determinada. En este sentido, Tinbergen realizó diversos experimentos con pájaros usando cajas insonorizadas para determinar qué parte del canto era heredada filogenéticamente y qué parte era aprendida.

## Obra
Publicó, entre otras obras, The Study of Instinct (1951), su libro más influyente, y The Animal in Its World. Field Studies (El animal en su mundo. Estudios de campo, 1932-72).
- Tinbergen, Niko (1951): The study of instinct. Clarendon Press. 228 págs. Oxford (ISBN	 019857343X ed. de 1969)
- — (1953): The herring gulls; world; a study of the social behaviour of birds. Collins. 255 págs. Londres
- — (1953): Social behaviour in animals, with special reference to vertebrates. Methuen. 150 págs. Londres
- — (1954): An objectivistic study of the innate behavior of animals. E.J. Brill. 98 págs. Leiden
- — (1954): Kleew. The story of a gull. Oxford University Press. 41 págs. Nueva York (trad. Kleew. Historia de una gaviota. Plural de Ediciones, S.A. Trazos. 42 págs. Barcelona, 1992 ISBN 84-8045-029-0).
- — (1954): Bird life. Oxford University Press. 62 págs. Oxford R.U.
- — (1958): Curious naturalists. Basic Books. 280 págs. Nueva York (trad. Naturalistas curiosos. Salvat Editores. Biblioteca Básica Salvat, 19. 260 págs. Barcelona, 1988 ISBN 84-345-8395-X).
- — (1963): «On Aims and Methods in Ethology». Zeitschrift für Tierpsychologie, 20: 410-433
- — (1965): Animal behavior. Time Inc. 200 págs. Nueva York
- — (1972): The animal in its world; explorations of an ethologist, 1932-1972. Vol. I. Field Studies. George Allen and Unwin. Londres ISBN 0-04-591014-6 (trad. Estudios de etología. T.1. Experimentos del campo 1932-1972. Alianza Editorial, S.A. Alianza universidad. 376 págs. Madrid, 1990 (3.ª ed.) ISBN 84-206-2105-6).
- — (1973): The animal in its world; explorations of an ethologist, 1932-1972. Vol. II. Laboratory experiments and general papers. George Allen and Unwin. Londres (trad. Estudios de etología. T.2. Experimentos de laboratorio y escritos. Alianza Editorial, S.A. Alianza universidad. 248 págs. Madrid, 1983 ISBN 84-206-2990-1).
- — y Elisabeth Amélie (1983): "Autistic" children: new hope for a cure. Georg Allen & Unwin Londres ISBN 0-04-157011-1 (trad. Niños autistas. Nuevas esperanzas de curación. Alianza Editorial, S.A. Alianza psicología, 13. 448 págs. Madrid, 1987 ISBN 84-206-6513-4).